# Saccoglossus
Saccoglossus is een geslacht van hemichordaten uit de familie van de Harrimaniidae.

## Soorten
- Saccoglossus apatensis Thomas, 1956
- Saccoglossus aulakoeis Thomas, 1968
- Saccoglossus bromophenolosus King, Giray and Kornfield, 1994
- Saccoglossus horsti Brambell and Goodhart, 1941
- Saccoglossus hwangtauensis Si & Kwang-Chung, 1935
- Saccoglossus inhacensis van der Horst, 1934
- Saccoglossus kowalevskii (Agassiz, 1873)
- Saccoglossus madrasensis Rao, 1957
- Saccoglossus mereschkowskii (Wagner, 1885)
- Saccoglossus otagoensis (Benham, 1899)
- Saccoglossus palmeri Cameron, et al., 2010
- Saccoglossus porochordus Cameron, et al., 2010
- Saccoglossus pusillus (Ritter, 1902)
- Saccoglossus rhabdorhyncus Cameron, et al., 2010
- Saccoglossus ruber Tattersall, 1905
- Saccoglossus shumaginensis Cameron, et al., 2010
- Saccoglossus sonorensis Cameron, et al., 2010
- Saccoglossus sulcatus (Spengel, 1893)